# Scott Faulconbridge
Scott Faulconbridge est un acteur et scénariste canadien.

## Filmographie

### comme acteur
- 2002 : Riders : Greenblat
- 2002 : Abandon : Jed
- 2003 : Une célibataire à New York (See Jane Date) (TV) : homme à l’opéra
- 2004 : Pure : le gérant de la station service
- 2004 : Noël : homme au premier rang
- 2005 : The Greatest Game Ever Played : Billy

### comme scénariste
- 2004 : Fries with That? (série TV)